# Andy Jauch

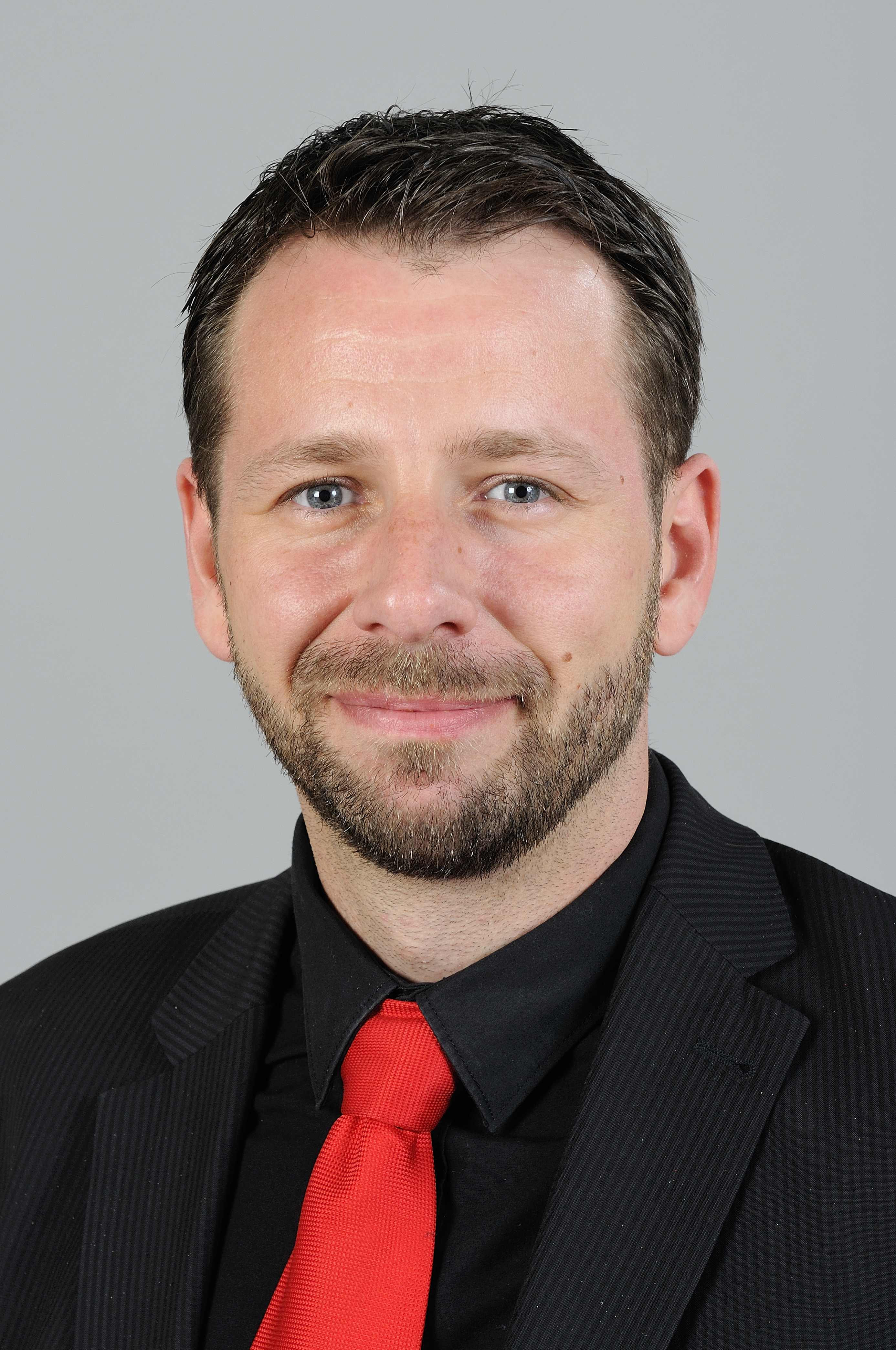
Andy Jauch (2013).

Andy Jauch (* 20. Januar 1976 in Potsdam) ist ein deutscher Politiker (SPD) und war von 2006 bis 2016 Mitglied des Abgeordnetenhauses von Berlin.

## Ausbildung und Beruf
Andy Jauch besuchte 1982 bis 1988 die Hermann-Boddin-Grundschule, 1988 bis 1993 die Ernst-Abbe-Oberschule und 1993 bis 1996 die Gymnasiale Oberstufe am Oberstufenzentrum für Verkehr, Wohnungswirtschaft und Steuern, wo er sein Abitur ablegte. Er studierte 1997 bis 2001 Politologie am Otto-Suhr-Institut in Berlin mit den Schwerpunkten Wirtschaftspolitik und Internationale Beziehungen. Das Studium schloss er als Diplom-Politologe ab. Seine Diplomarbeit trägt den Titel "Sicherheitspolitik im Zeitalter der Globalisierung – am Beispiel von Europa" (Note 1,9). Von Oktober 2005 bis September 2006 bildete er sich an der Deutschen Presseakademie zum Public-Relations-Berater weiter. Daneben war er als Verkaufsberater für die Handelsvertretung Roesler tätig.

## Politik
Andy Jauch ist Mitglied seit 1998 der SPD. Von 2000 bis Dezember 2001 war er Fraktionsassistent der SPD-Fraktion in der Bezirksverordnetenversammlung Treptow und Treptow-Köpenick, 2001 bis 2006 Bezirksverordneter und wirtschaftspolitischer Sprecher der SPD-Fraktion in der Bezirksverordnetenversammlung Treptow-Köpenick und seit Januar 2000 Abteilungsvorsitzender der SPD in Baumschulenweg im Kreis Treptow-Köpenick.
Andy Jauch wurde bei den Wahlen zum Berliner Abgeordnetenhaus 2006 und 2011 direkt im Wahlkreis Treptow-Köpenick 1 gewählt. Zu den Wahlen 2016 wollte er nicht mehr antreten.